# Ciríaco I de Bizâncio
Ciríaco I (também Ciriliano) foi o sucessor de Filadelfo como bispo de Bizâncio e governou por dezesseis anos, entre 214 (ou 217?) e 230 d.C.. 